# Gewog di Nichula
Il gewog di Nichula è uno dei quattordici raggruppamenti di villaggi del distretto di Dagana, nella regione Centrale, in Bhutan.